# Coupe du monde de saut d'obstacles 1992-1993
Navigation
Édition précédente Édition suivante
La coupe du monde de saut d'obstacles 1992-1993 est la 15e édition de la coupe du monde de saut d'obstacles organisée par la FEI. La finale se déroule à Göteborg (Suède), en avril 1993.

## Classement après la finale
| Pos. | Cavalier        | Nationalité | Cheval             |
| ---- | --------------- | ----------- | ------------------ |
| 1    | Ludger Beerbaum | Allemagne   | Ratina Z           |
| 2    | John Whitaker   | Royaume-Uni | Grannush et Milton |
| 3    | Michael Matz    | États-Unis  | Rhum               |